# NGC 7634
NGC 7634 is een lensvormig sterrenstelsel in het sterrenbeeld Pegasus. Het hemelobject werd op 26 september 1785 ontdekt door de Duits-Britse astronoom William Herschel.

## Synoniemen
- UGC 12542
- MCG 1-59-62
- ZWG 406.85
- PGC 71192